# العالم الأطلسي

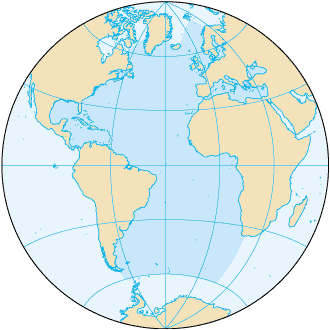

العالم الأطلسي هو تاريخ التفاعلات بين الشعوب والإمبراطوريات المتزاحمة للمحيط الأطلسي من بداية عصر الاكتشاف إلى أوائل القرن 21. وينقسم تاريخ الأطلسي بين ثلاثه سياقات مختلفة. التاريخ عبر الأطلسي يعني التاريخ الدولي للعالم الأطلسي، والتاريخ السيرك الأطلسي معنى التاريخ العابر للحدود العالمية للعالم الأطلسي، والتاريخ الدول المستقلة كومنولث في المحيط الأطلسي. استمرت تجارة الرقيق في المحيط الأطلسي في القرن التاسع عشر، ولكن التجارة الدولية كانت محظورة إلى حد كبير في 1807 من قبل بريطانيا. وانتهى الرق في 1865 في الولايات المتحدة، وفي الثمانينات من القرن الثمانينيات في البرازيل (1888) وكوبا (1886). في نواح كثيرة من تاريخ «الأطلسي العالم» يتوج في«الثورات الاطلسية» من أواخر القرن الثامن عشر الي أوائل القرن التاسع عشر
وقد نما التاريخ التاريخي للعالم الأطلسي، والمعروفة باسم المحيط الأطلسي، بشكل هائل منذ عام 1990

## جغرافية المحيط
ويضم العالم الأطلسي تاريخ أوروبا، وافريقيا، والامريكيتين. وكان السفر فوق الأرض صعبا ومكلفا، ولذلك تمت التسويات علي طول الساحل، وخاصه حيث سمحت الأنهار للقوارب الصغيرة بالسفر إلى الداخل. وكانت المستوطنات البعيدة مرتبطة بشبكات تجاريه متطورة قائمه علي البحر. ونظرا لان أسهل وأرخص طريقه للسفر لمسافات طويلة كانت عن طريق البحر، ظهرت شبكات التجارة الدولية في العالم الأطلسي، مع محاور رئيسيه في لندن وأمستردام وبوسطن وهافانا. وكان الوقت عاملا، حيث بلغ متوسط السفن الشراعية حوالي 2 عقده سرعه (50 ميلا في اليوم). واضطر الملاحون إلى الاعتماد علي خرائط التيارات أو انهم سيكونون بالنسبة لأيام أو أسابيع. هذه الخرائط لم تكن فقط لأغراض ملاحيه ولكن أيضا كوسيلة لإعطاء نظره ثاقبه فيما يتعلق بالسلطة وملكيه الأراضي التي سبق ان ادعي عليها، وخلق أساسا رغبه أكبر في إيجاد طرق جديده. والأراضي  هي هدف كبريات لقرون كان يجد الممر شمالي غربي (من خلال ماذا يكون الآن كندا) من أوروبا إلى اسيا.

## ظهور المحيط
بعد كولومبوس والرحلات الأوروبية الأولى إلى العالم الجديد والساحل الأفريقي الغربي وتقسيم الأمريكتين بين الامبراطورية الاسبانية والامبراطورية البرتغالية التي تم تنفيذها بموجب معاهدة Tordesillas. لعب الساحل الغربي لافريقيا دورًا خاصًا كمصدر لعمل العبيد.
ظهرت هناك شبكة معقدة من التبادل الاقتصادي والجو السياسي والثقافي، وهي "العالم الأطلسي" "مقارنة مع " عالم البحر الأبيض المتوسط"، وهي تربط بين الأمم والشعوب التي يسكنها الساحلي الأطلسي في أمريكا الشمالية والجنوبية وأفريقيا وأوروبا الغربية.
كانت الإمبراطوريات الرئيسية للعالم الأطلسي البريطانيون،  فرنسية،  والاسبانية ، والبرتغالية  والهولندية؛ لعبت متعهدات من الولايات المتحدة الامريكية الدور بعد عام 1789. وكانت هناك بلدان أخرى، مثل السويد والدنمارك نشطه على نطاق أضيق.

## التاريخ البيئي للمحيط
كان لبدء الاتصال المكثف بين أوروبا، وأفريقيا، والأمريكيتين آثار شاملة على التاريخ البيئي والديموغرافي لجميع المناطق المعنية. وفي العملية المعروفة باسم التبادل الكولومبي، تم زرع العديد من النباتات والمواشي والامراض-سواء عمدًا أو سهوا- من قارة إلى أخرى. وكان الأثر الوبائي لهذا التبادل على الشعوب الاصليه في الأمريكتين عميقًا، مما أدى إلى ارتفاع معدلات الوفيات وانخفاض عدد السكان بنسبه 50 في المائة إلى 90 في المائة أو حتى 100 في المائة. وكان للمهاجرين الأوروبيين والأفارقة أيضاً معدلات وفاه مرتفعة جدًا عند وصولهم، ولكن يمكن ان تحل محلها شحنات جديدة من المهاجرين (انظر تاريخ سكان الشعوب الاصليه الأمريكية). العديد من الأطعمة الشائعة في أوروبا الحالية، بما في ذلك الذرة، والبطاطا، نشات في العالم الجديد وكانت غير معروفة في أوروبا قبل القرن السادس عشر. المثل، نشأت بعض المحاصيل الاساسية في غرب افريقيا الحالية، بما في ذلك الكسافا والفول السوداني في العالم الجديد. وقد ادخل المستوطنون الأوروبيون بعض المحاصيل الاساسية في أمريكا اللاتينية؛ مثل البن، وقصب السكر خلال التبادل الكولومبي.

## الرّق ونظم العمل الأخرى
تجارة الرقيق لعبت دوراً في تاريخ العالم الأطلسي من البداية تقريبًا. كما بدأت القوى الأوروبية بالمطالبة بالأراضي الكبيرة في الأمريكتين في القرنين السادس عشر والسابع عشر، أجبرت دور رق العبيد وسائر نظم العمل في تطوير العالم الأطلسي الموسع والدول الأوروبية الكبرى، وعادة ما كان مساحات شاسعة من الأراضي التي ترغب في استغلال عن طريق الزراعة أو التعدين أو الصناعات الاستخراجية الأخرى، لكنها تفتقر إلى قوة العمل اللازمة استغلال أراضيها على نحو فعال. وبالتالي فإنها تحولت إلى مجموعة متنوعة من نظم العمالة القسرية لتلبية احتياجاتهم. في البداية كان الهدف لاستخدام العمال المحليين. كان الهنود يعملون عن طريق الرق الهندي والنظام الإسباني للإقطاعية. في كثير من الأحيان يفضل الهنود يموتون جوعاً بدلاً من أن نكون عبيدًا، حتى أصحاب المزارع تحولت إلى العبيد الأفارقة عن طريق تجارة الرقيق عبر الأطلسي. العمال الأوروبية وصل كخدم أو نقل المجرمين الذين ذهب مجاناً بعد فترة عمل.
لعبت تجارة «الرّقيق» عبر المحيط الأطلسي دوراً ضخمة في تشكيل التركيبة السكانية للأمريكتين، ولا سيما في المناطق التي كانت فيها مزارع ضخمة في القاعدة، كما هو الحال في أمريكا الجنوبية ومنطقة البحر الكاريبي. ما يقرب من ثلاثة أرباع المهاجرين إلى القارة الأمريكية قبل عام 1820 الأفريقية، وأكثر من نصف هذه الأفارقة هم أصلاً من غرب ووسط أفريقيا. في البرازيل، كانت نسبة السكان الأفارقة أعلى، مع أفريقيا حوالي سبعة لكل مهاجر برتغالي واحد.؛ لأنه كان هناك عدد كبير من الأفارقة، فمن الدهشة أن العبيد الأفارقة وساعد في تشكيل الثقافة لهذه المناطق. في بداية الفترة الاستعمارية، كان هناك تفشي الممارسات الروحية الأفريقية، مثل روح ممتلكاتهم والممارسات العلاجية. ومن المفترض أن تعقد هذه الممارسات يخدم كنقطة اتصال وهوية للعبيد من نفس الأصل الأفريقي، مثل هذه الممارسات الثقافية يسمح على الأقل إلى حد ما العبيد الأفارقة للحفاظ على هياكل القرابة مماثلة لتلك التي كانت قد شهدت في وطنهم. في كثير من الحالات، ينظر إلى السلطات الأوروبية المواقف الروحية التي كانت شديدة المحترم في المجتمعات الأفريقية يكون غير مقبول اجتماعياً وأخلاقياً الفاسدة وهرطقة. وأدى ذلك إلى اختفاء أو التحول من الممارسات الدينية الأفريقية. على سبيل المثال، كان ينظر إلى الممارسة المتمثلة في التشاور مع كيلوندو، أو الأرواح الأنغولية، والشذوذ الجنسي حسب السلطات البرتغالية،  مثال واضح للمركزية الأوروبية في المجتمعات المستعمرة، كالأفكار الأوروبية الدين غالباً ما لم تطابق الأفريقية منها. لسوء الحظ، هناك عدم وجود للوثائق مكتوبة من وجهة نظر أفريقية، تقريبا جميع المعلومات من هذه الفترة الزمنية في هذه المجتمعات المستعمرة يخضع لسوء الفهم بين الثقافات أو إغفال الحقائق أو غيرها من هذه التغيرات التي يمكن أن يؤثر على جودة وصف الممارسات الروحية الأفريقية. الحفاظ على سلامة الممارسات الثقافية كان صعباً بسبب الخلاف مع اللياقة الأوروبية والأوروبية الميل إلى التعميم التركيب الديموغرافي الأفريقي إلى مجرد «أفريقيا الوسطى»، بدلاً من الاعتراف بالثقافات الفردية. في نهاية المطاف، التقاليد الأفريقية مثل كيلوندو، الذي انخفض في نهاية المطاف إلى الرقص البرازيلية شعبية «لوندو»، قد تم استيعابها في التقاليد الأفريقية الأخرى أو تخفيض لطقوس تشبه ببساطة تقليد الأصلي. مدى الهجرة الطوعية للعالم المحيط الأطلسي تباينت تباينا كبيرا حسب المنطقة والجنسية، والفترة الزمنية. فقط تمكنت العديد من الدول الأوروبية، لا سيما فرنسا، وهولندا إرسال بضعة آلاف المهاجرين الطوعية. على الرغم من 15,000 أو حتى الذين جاءوا إلى فرنسا الجديدة تضاعف سرعة. في هولندا الجديدة، تعاملت الهولندية بتجنيد مهاجرين جنسيات أخرى. في نيو انغلاند، خلقت قوة عاملة مجانية كبيرة لهجرة البروتستانتي الضخمة في النصف الأول من القرن السابع عشر ومما ينفي الحاجة إلى استخدام العمال على نطاق واسع. نيو إنجلاند الاستعمارية الاعتماد على حزب العمل من حرية الرجال والنساء، والأطفال، ونظمت في الأسر الزراعية الفردية، يسمى نظام العمل العائلي.
وكان مستعمرة Saint-Domingue الفرنسية إحدى الولايات القضائية الأمريكية الأولى لإنهاء الرق في 1794. وكانت البرازيل آخر دولة في نصف الكرة الغربي لإنهاء الرق في عام 1888.

## الحكم
غزا الغزاة الاسبان الامبراطورية ازتيك في المكسيك الحالية وإمبراطورية الانكا في بيرو الحالية بكل سهولة، بمساعدة من الخيول، والبنادق، وقبل كل شيء من الوفيات المدمرة التي تسببها الامراض التي أدخلت حديثا مثل الجدري. هناك إمبراطوريات إقليمية ساعدوا في انتقال الحكم إلى الاسبان، بما أن هذا إمبراطوريات أصلية قد أسسوا سابقًا نظم الطرق، ودولة بيروقراطيات ونظامات الضرائب والزراعة التي كانت في بعض الحالات الموروثة بالجملة من قبل الاسبان. وقد ساعد الغزاة الاسبان الأوائل لهذه الإمبراطوريات أيضا عدم الاستقرار السياسي والصراع الداخلي داخل نظامي ازتيك والايكان، الذين استغلاهما بنجاح لصالحهما.
ومن بين المشاكل التي واجهتها معظم الحكومات الأوروبية في الأمريكتين كيفية ممارسة السلطة على مساحات شاسعة من الأراضي.
اقتربت بريطانيا من مهمة إدارة أراضيها في العالم الجديد بطريقة أقل مركزية، حيث انشات حوالي عشرين مستعمرة متميزة في أمريكا الشمالية ومنطقه البحر الكاريبي من عام 1585 وبعده.<> وضعت المستعمرات الأمريكية الشمالية الثلاث عشر نظام حكم منزلي وحكم ذاتي ديموقراطي. عاده فقط مالكات العقارات يمكن التصويت ولكن منذ ذلك العدد الكبير من الرجال الأحرار الملكية بفعل التصويت. وكان التهديد البريطاني ضد الحكم المحلي، وطلبها للسيطرة على الضرائب والتي أدت إلى الثورة الأمريكية في عام 1770.

## ثورات أطلسية
هزت موجة من الثورات العالم الأطلسي بين (1770-1820)، بما في ذلك الولايات المتحدة(1775-1783)، وفرنسا، وأوروبا التي تسيطر عليها الفرنسية (1789-1814)، وهايتي(1791-1804)، وأمريكا الاسبانية (1810-1825). كانت هناك اضطرابات أصغر في سويسرا، وروسيا، والبرازيل. وكان الثوار في كل بلد على علم بالآخرين وبدرجه ما استلهموها أو تحاكوها.
وقد بدأت حركات الاستقلال في العالم الجديد بالثورة الأمريكية 1775-1783، التي ساعدت فيها فرنسا، وهولندا، واسبانيا، والولايات المتحدة الامريكية الجديدة وهي تؤمن الاستقلال عن بريطانيا. في 1790 اندلعت الثورة الهايتية بفعل عمليات القتل علي نطاق واسع.
في المنظور الطويل الأجل، كانت الثورات ناجحة في معظمها. وهي تنشر على نطاق واسع المثل العليا للجمهورية، والإطاحة بالأرستقراطيين، والملوك، والكنائس الراسخة. وشددوا على المثل العليا العالمية للتنوير، مثل المساواة بين جميع الرجال. وأكدوا علي المساواة في العدالة بموجب القانون من قبل المحاكم المغرضة، بدلاً من العدالة الخاصة التي تصدر على نزوه النبيلة المحلية. وأظهرت ان الفكرة الحديثة للثورة، من البدء جديدة مع حكومة جديده جذرياً، يمكن أن تعمل فعلا في الممارسة العملية. ولدت العقليات الثورية وتستمر في الازدهار حتى يومنا هذا.

## المفهوم التاريخي
يتتبع المؤرخ برنارد بيليات مفهوم العالم الأطلسي إلى افتتاحيه نشرها الصحفي والترليبمان في 1917. تحالف الولايات المتحدة وبريطانيا العظمى في الحرب العالمية الثانية، وما تلاه من إنشاء حلف الناتو، زاد من اهتمام المؤرخين بتاريخ التفاعل بين المجتمعات علي جانبي المحيط الأطلسي.
في الجامعات الأمريكية والبريطانية، يكمل تاريخ العالم الأطلسي (وربما يحل محلها) دراسة المجتمعات الاستعمارية الأوروبية المحددة في الأمريكيتين، مثل أمريكا الشمالية البريطانية أو أمريكا الاسبانية. ويختلف تاريخ العالم الأطلسي عن النهج التقليدية لتاريخ الاستعمار في تركيزه على المقارنات الإقليمية، والدولية، واهتمامه بالأحداث والاتجاهات التي تتجاوز الحدود الوطنية. ويؤكد تاريخ العالم الأطلسي أيضا كيف أعيد استعمار الأمريكيتين التي تشكل افريقيا، وأوروبا.

## المزيد من القرائات
- إيدا ألتمان. Emigrants and Society: Extremadura and Spanish America in the Sixteenth Century. Berkeley: University of California Press, 1989.
- Altman, Ida. Transatlantic Ties in the Spanish Empire: Brihuega, Spain, and Puebla, Mexico, 1560-1620. ستانفورد (كاليفورنيا)، CA: Stanford University Press, 2000.
- Altman, Ida and James J. Horn, eds. "To Make America": European Emigration in the Early Modern Period. بيركيلي (كاليفورنيا): دار نشر جامعة كاليفورنيا، 1991.
- Armitage, David, and Michael J. Braddick, eds., The British Atlantic World, 1500-1800 (2002)
- Cañeque, Alejandro. "The Political and Institutional History of Colonial Spanish America" History Compass (April 2013) 114 pp 280–291, DOI: 10.1111/hic3.12043
- Canny, Nicholas, and Philip Morgan, eds., The Oxford Handbook of the Atlantic World: 1450-1850 (2011)
- Cooke, Jacob Ernest et al., eds. Encyclopedia of the North American Colonies (3 vol. 1993); 2397 pp.; comprehensive coverage of British, French, Spanish & Dutch colonies
- Egerton, Douglas, Alison Games, Kris Lane, and Donald R. Wright. The Atlantic World: A History, 1400-1888. (Harlan Davidson, 2007); a broad overview
- Falola, Toyin, and Kevin D. Roberts, eds. The Atlantic World, 1450–2000 (Indiana U.P. 2008), a broad overview with an emphasis on race
- Games, Alison and Adam Rothman, eds. Major Problems in Atlantic History: Documents and Essays (2007), 544pp; primary and secondary sources
- Greene, Jack P., Franklin W. Knight, Virginia Guedea, and Jaime E. Rodríguez O. “AHR Forum: Revolutions in the Americas," American Historical Review (2000) 105#1 92–152. Advanced scholarly essays comparing different revolutions in the New World. in JSTOR
- Kagan, Richard and Geoffrey Parker, Spain, Europe and the Atlantic: Essays in Honour of John H. Elliott. New York: Cambridge University Press 2003.
- Klooster, Wim. Revolutions in the Atlantic World: A Comparative History (2009)
- Klooster, Wim. The Dutch Moment: War, Trade, and Settlement in the Seventeenth-Century Atlantic World. (Cornell University Press, 2016). 419 pp.
- Liss, Peggy K. Atlantic Empires: The Network of Trade and Revolution, 1713-1826 (Johns Hopkins Studies in Atlantic History and Culture) (1982)
- Mark, Peter and José da Silva Horta, The Forgotten Diaspora: Jewish Communities in West Africa and the Making of the Atlantic World. Cambridge: Cambridge University Press 2011.
- Palmer, Robert R. The age of the democratic revolution: a political history of Europe and America, 1760-1800 (Princeton UP, 1959); vol. 2 (1964) online edition volume 1-2
- Racine, Karen, and Beatriz G. Mamigonian, eds. The Human Tradition in the Atlantic World, 1500–1850 (2010) excerpt and text search
- Savelle, Max. Empires To Nations: Expansion In America 1713-1824 (1974) online
- Seed, Patricia. Ceremonies of Possession in Europe's Conquest of the New World, 1492-1640. New York: Cambridge University Press, 1995.
- Taylor, Alan. American Colonies. New York: Viking, 2001.
- Thornton, John. Africa and Africans in the Making of the Atlantic World, 1400-1680. (1998) excerpt and text search